# زائر (فیلم ۲۰۰۰)
«زائر» (انگلیسی: Pilgrim) (بعدها با عنوان جهنم نامیده شد) یک فیلم معمایی و دلهره‌آور کانادایی محصول سال ۲۰۰۰ به کارگردانی هارلی کوکلیس و با بازی ری لیوتا در نقش یک فرد مبتلا به فراموشی است.

## داستان
جک (ری لیوتا) با فراموشی در وسط بیابان از خواب بیدار می‌شود. او که از فلاش بک‌های خشونت آمیز رنج می‌برد، راه خود را به خانه یک هنرمند گوشه گیر بنام ویکی رابینسون (گلوریا روبن) می‌یابد، که موافقت می‌کند به او کمک کند تا گذشته خود را کشف کند. در حالی که فلاش بک‌های جک خشن‌تر و واضح تر می‌شوند، قطعات گذشته او به آرامی کنار هم قرار می‌گیرند. او به یاد دارد که پول زیادی داشت که اکنون گم شده‌است و ...